# Kanton Aveyron et Tarn
Der Kanton Aveyron et Tarn ist ein französischer Wahlkreis im Département Aveyron in der Region Okzitanien. Er umfasst 17 Gemeinden aus dem Arrondissement Villefranche-de-Rouergue. Durch die landesweite Neuordnung der französischen Kantone wurde er 2015 neu geschaffen.

## Gemeinden
Der Kanton besteht aus 17 Gemeinden mit insgesamt 10.612 Einwohnern (Stand: 1. Januar 2022) auf einer Gesamtfläche von 500,26 km²:
| Gemeinde               | Einwohner 1. Januar 2022 | Fläche km² | Dichte Einw./km² | Code INSEE | Postleitzahl |
| ---------------------- | ------------------------ | ---------- | ---------------- | ---------- | ------------ |
| Bor-et-Bar             | 198                      | 12,92      | 15               | 12029      | 12270        |
| Castelmary             | 118                      | 11,81      | 10               | 12060      | 12800        |
| Crespin                | 317                      | 18,35      | 17               | 12085      | 12800        |
| Le Bas Ségala          | 1.610                    | 82,33      | 20               | 12021      | 12200, 12240 |
| La Capelle-Bleys       | 355                      | 15,63      | 23               | 12054      | 12240        |
| La Fouillade           | 1.113                    | 32,54      | 34               | 12105      | 12270        |
| La Salvetat-Peyralès   | 1.001                    | 54,24      | 18               | 12258      | 12440        |
| Lescure-Jaoul          | 222                      | 18,52      | 12               | 12128      | 12440        |
| Lunac                  | 435                      | 18,78      | 23               | 12135      | 12270        |
| Monteils               | 469                      | 17,19      | 27               | 12150      | 12200        |
| Morlhon-le-Haut        | 555                      | 22,09      | 25               | 12159      | 12200        |
| Najac                  | 736                      | 53,88      | 14               | 12167      | 12270        |
| Prévinquières          | 275                      | 20,86      | 13               | 12190      | 12350        |
| Rieupeyroux            | 1.922                    | 54,81      | 35               | 12198      | 12240        |
| Saint-André-de-Najac   | 455                      | 25,10      | 18               | 12210      | 12270        |
| Sanvensa               | 643                      | 25,48      | 25               | 12259      | 12200        |
| Tayrac                 | 188                      | 15,73      | 12               | 12278      | 12440        |
| Kanton Aveyron et Tarn | 10.612                   | 500,26     | 21               | 1202       | –            |

## Veränderungen im Gemeindebestand seit der landesweiten Neuordnung der Kantone
2016: Fusion La Bastide-l’Évêque, Saint-Salvadou und Vabre-Tizac → Le Bas Ségala

## Politik
| Vertreter im Departementrat | Vertreter im Departementrat | Vertreter im Departementrat |
| Amtszeit                    | Namen                       | Partei                      |
| --------------------------- | --------------------------- | --------------------------- |
| 2015–                       | André At Brigitte Mazars    | UMP                         |